# Bismarckturm (Bonn-Gronau)

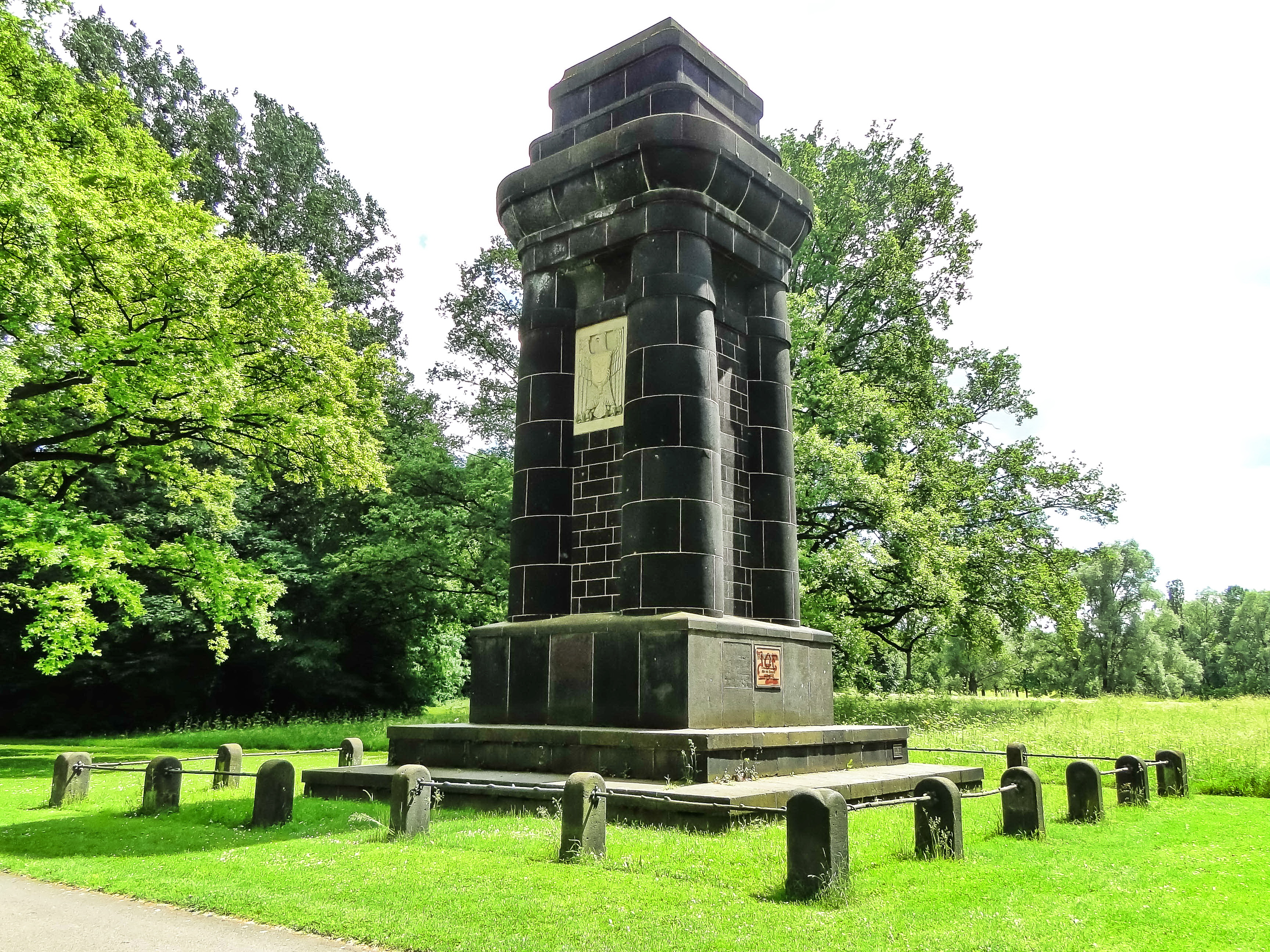
Bismarckturm (2010)

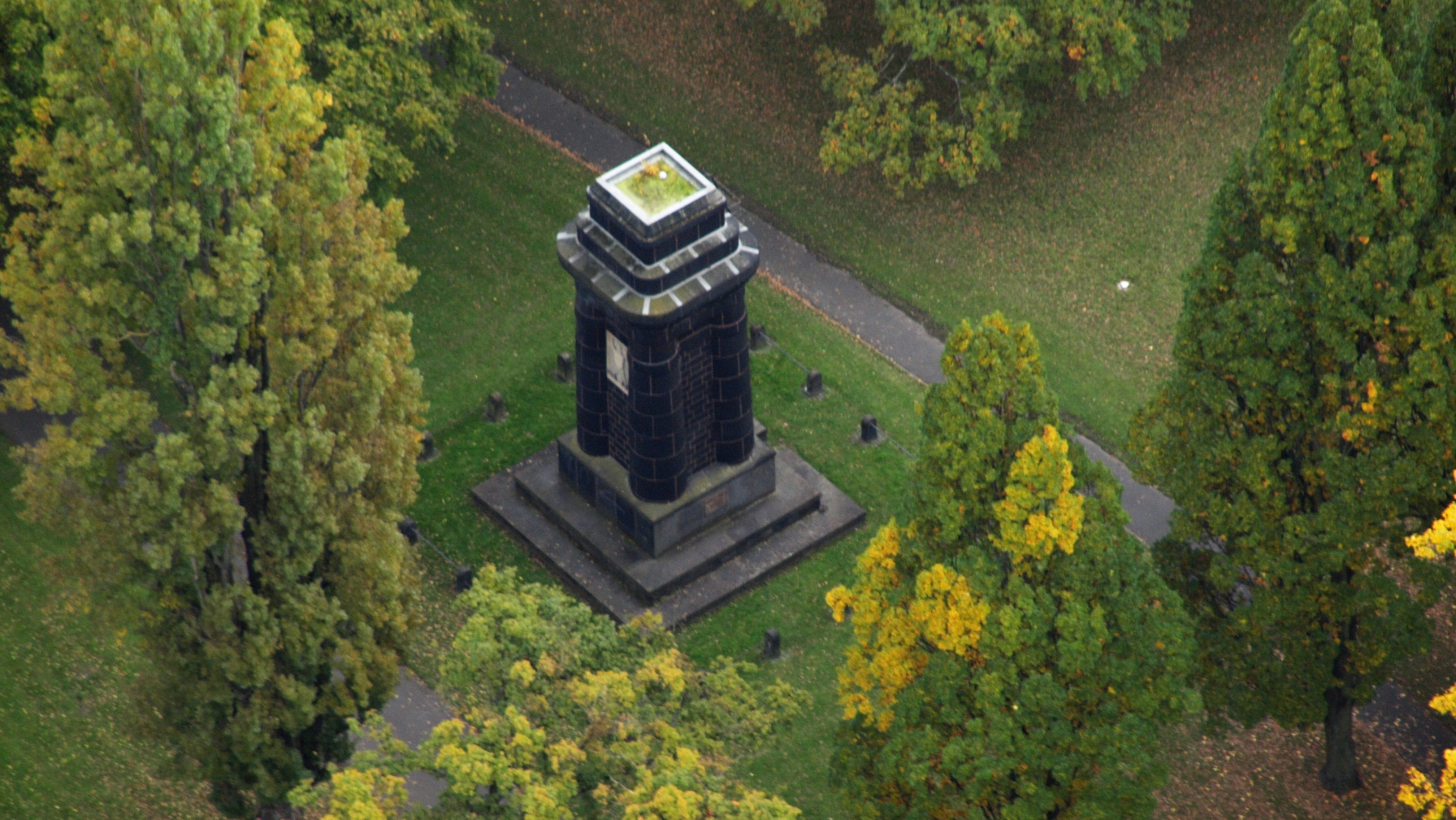
Luftaufnahme (2015)

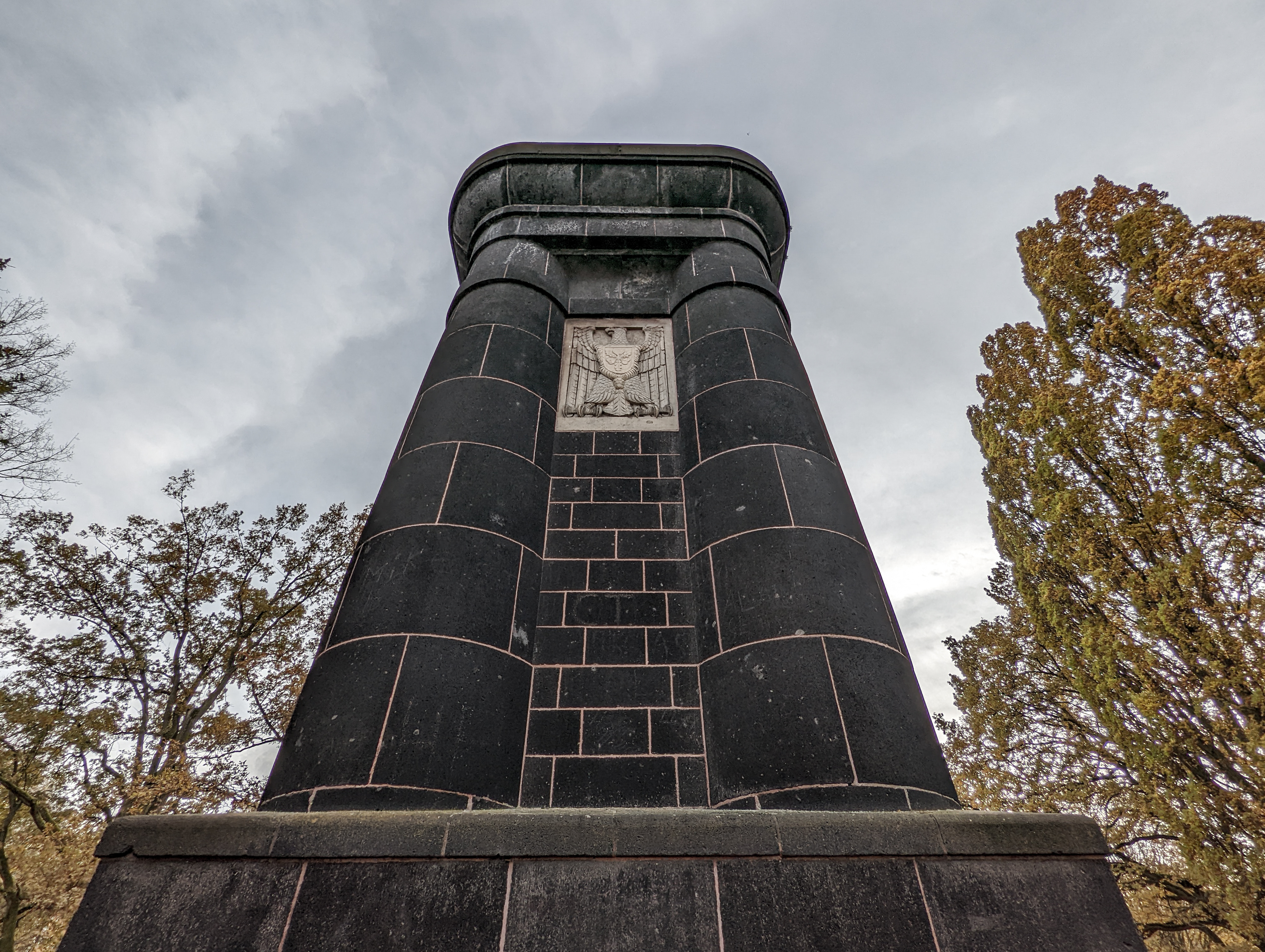
Bismarckturm (2021)

Der Bismarckturm in der Bonner Gronau ist ein Denkmal für Otto von Bismarck im Freizeitpark Rheinaue. Er steht als Baudenkmal unter Denkmalschutz.

## Lage
Der Bismarckturm befindet sich im nördlichen Teil der linksrheinischen Rheinaue. Er liegt zwischen Schiffchensee und Rhein und ist über den Fuß- und Radweg am Rheinufer (Heimkehrerweg) erreichbar.

## Architektur
Der Bonner Turm entspricht dem allgemeinen Bismarck-Turm-Entwurf „Götterdämmerung“ des Architekten Wilhelm Kreis. Er besteht aus einem wuchtigen Turmkörper mit zwei angedeuteten Säulen auf jeder Seite, der auf einem dreistufigen Sockel steht und einem weiteren Podest auf der Spitze. Insgesamt ist er 13 Meter hoch und besteht aus Basaltlava. Auf der dem Rhein zugewandten Seite befindet sich ein Relief aus Trachyt, das den Reichsadler und Bismarcks Wappen zeigt. Auf seiner Spitze trägt der Turm eine rechteckige Feuerschale der Abmessungen 2 m × 3 m aus Schmiedeeisen. Sie ist über Steigeisen im Inneren der Säule zu erreichen, das wiederum durch eine Tür in einer der Seiten betreten werden kann.

## Geschichte
Der Bau des Turms wurde von Studentenverbindungen und Bürgervereinen forciert. Grundsteinlegung war am 21. Juni 1900, Einweihung am 18. Januar 1901. Damit war der Turm der fünfte im „Götterdämmerungs“-Stil. Der Turm entstand auf einem Grundstück der Stadt im damaligen Stadtgarten und ging auch unter der Bedingung der Instandhaltung in städtischen Besitz über, wurde jedoch durch Spenden aus der Bevölkerung finanziert. Die Kosten betrugen 20.300 Goldmark, davon 660 für die Feuerschale. An der Leitung des Baus waren Stadtbaurat Rudolf Schultze (Oberbauleitung) und der Architekt Hans Bloemers beteiligt. Den Turm errichteten die Firmen J. Spettmann und J. Runge, das Adlerrelief stammt von der Firma Bachem & Co.
1989 wurde das Bauwerk durch die Deutschen Atochem-Werke restauriert. Anlass war die 2000-Jahr-Feier der Stadt Bonn.